# Сант-Амброджо-ді-Вальполічелла
Сант-Амброджо-ді-Вальполічелла (італ. Sant'Ambrogio di Valpolicella, вен. Sant'Anbroxio de Valpołiceła) — муніципалітет в Італії, у регіоні Венето, провінція Верона.
Сант-Амброджо-ді-Вальполічелла розташований на відстані близько 430 км на північ від Рима, 120 км на захід від Венеції, 16 км на північний захід від Верони.
Населення — 11 756 осіб (2014).
Щорічний фестиваль відбувається 7 грудня. Покровитель — Sant'Ambrogio.

## Демографія
Населення за роками:

Станом на 1 січня 2023 року в муніципалітеті офіційно проживало 1115 іноземців з 69 країн, серед них 369 громадян країн Євросоюзу та 10 громадян України.

## Сусідні муніципалітети
- Кавайон-Веронезе
- Дольче
- Фумане
- Пастренго
- Пескантіна
- Риволі-Веронезе
- Сан-П'єтро-ін-Каріано